# Yabroud
Yabrud (àrab: يبرود, Yabrūd) és una ciutat de Síria al Rif Dimashq (suburbis de Damasc) a uns 80 km al nord de la ciutat. És coneguda per les seves antigues coves, la principal la d'Iskafta, on el 1930 el jove viatger alemany Alfred Rust, més tard arqueòleg, va fer importants descobriments prehistòrics. Hauria agafat el seu nom cap al segle ix o VIII aC derivat de la paraula aramea que vol dir "fred" perquè estava a les muntanyes Qalamun a l'Antilíban, a uns 1550 metres d'altura, i era un lloc fresc. Al segle vii era una ciutat centre de caravanes que creuaven pel pas de les muntanyes en aquest punt, i estava en poder dels àrabs (vegeu Aribi), però a la frontera del territori assiri. Després no se l'esmenta però devia caure en mans de l'imperi persa, selèucides i romans. S'hi conserva un amfiteatre romà. El temple romà de Júpiter fou després la catedral de Constantí i Helena. Dels romans d'Orient va passar als musulmans i sota diversos dominis mai fou un lloc important. Els pares de Carlos Menem, que fou president de l'Argentina, eren originaris de la ciutat i van emigrar a l'Argentina abans del final de la I Guerra Mundial, quan encara estava sota domini otomà. Llavors va ser part del mandat francès de Damasc, després Síria.